# Francesco Granacci

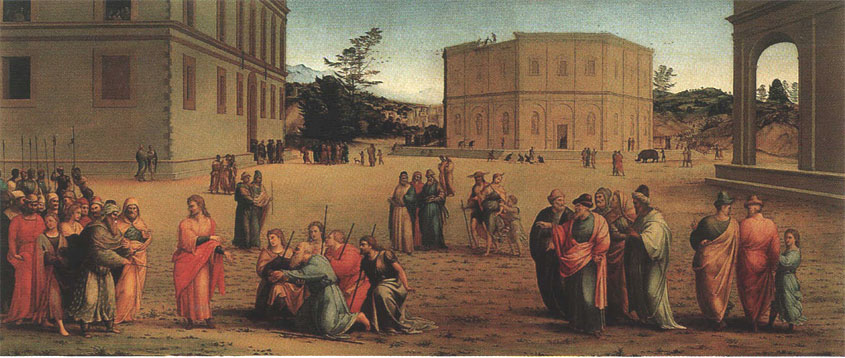
Jozef stelt zijn vader en broers voor aan de farao door Francesco Granacci, 1515, Galleria degli Uffizi, Florence

Francesco Granacci (Volterra, 1469 – Florence, 30 november 1543) is een Italiaans kunstschilder die de overgang van renaissance naar maniërisme vertegenwoordigt. 
Granacci was in de leer bij Domenico Ghirlandaio, waar hij bevriend raakte met Michelangelo. Hij reisde in 1508 samen met Michelangelo naar Rome om te gaan werken aan het plafond van de Sixtijnse Kapel, maar hij keerde al snel terug naar Florence waar hij het werk van Fra Bartolommeo zag en bewonderde. 
Zijn vroegst gesigneerde werken betreffen vooral oudtestamentische scènes, waaronder Jozef stelt zijn vader en broers voor aan de farao nu in de Uffizi (zie afbeelding). De gemaniërde poses van de ranke figuren laten de hang naar de nieuwe stijl van de 16e eeuw zien. Waarschijnlijk hebben schilderijen van Jacopo da Pontormo invloed gehad op Granacci. 
In 1517 werkte Granacci opnieuw samen met Michelangelo, dit keer aan panelen voor het hoogaltaar van de Sant'Apollonia in Florence.
- Biblioteca Nacional de España: XX4840128
- Bibliothèque nationale de France: cb149750049 (data)
- Gemeinsame Normdatei: 118697102
- International Standard Name Identifier: 0000 0001 2021 4792
- KulturNav: 307cf618-57ea-4d87-880c-e0b22f000501
- Library of Congress Control Number: n78050934
- MusicBrainz: 0b54c6fd-9b02-40d1-9e28-300863b9bf3a
- Nationale bibliotheek van Australië: 35846144
- Nationale Bibliotheek van Israël: 987007423997805171
- Nederlandse Thesaurus van Auteursnamen: 074466542
- RKD-Nederlands Instituut voor Kunstgeschiedenis: 33293
- SNAC: w6kh8f2k
- Système universitaire de documentation: 180914782
- Trove: 1113568
- Union List of Artist Names: 500022051
- Virtual International Authority File: 15563914
- WorldCat: E39PBJjMxMyqMYctwp9f4bRFrq